# Jurbînți, Kozeatîn
Jurbînți (în ucraineană Журбинці) este o comună în raionul Kozeatîn, regiunea Vinnița, Ucraina, formată numai din satul de reședință.

## Demografie
Componența lingvistică a satului Jurbînți
     Ucraineană (99,01%)
     Alte limbi (0,99%)
Conform recensământului din 2001, majoritatea populației satului Jurbînți era vorbitoare de ucraineană (99,01%), existând în minoritate și vorbitori de alte limbi.